# Delosperma galpinii
Delosperma galpinii är en isörtsväxtart som beskrevs av L. Bol.. Delosperma galpinii ingår i släktet Delosperma, och familjen isörtsväxter. Inga underarter finns listade i Catalogue of Life.